# Línguas do Sudão do Sul

Um sinal em inglês no Sudão do Sul.

O Sudão do Sul é um país multilíngue, com mais de 60 línguas indígenas faladas. A língua oficial do país é o inglês, que foi introduzido na região durante a era colonial.
Algumas das línguas indígenas com mais falantes incluem o dinca, nuer, shilluk, bari, e zande.
Tanto o inglês quanto o árabe de Juba, um pidgin árabe usado por mais de um milhão de pessoas, especialmente na capital Juba, servem como línguas francas.

## Língua oficial
Antes da independência, a constituição provisória de 2005 da Região Autónoma do Sudão do Sul declarou na Parte 1, Capítulo 1, n.º 6 (2) que “o inglês e o árabe serão as línguas oficiais de trabalho a nível dos governos do Sudão do Sul e dos Estados, bem como as línguas de instrução do ensino superior”. 
Mais tarde, o governo do novo estado independente removeu o árabe como língua oficial e escolheu o inglês como única língua oficial. A Parte Um, 6(2) da constituição transitória da República do Sudão do Sul de 2011 estabelece que “o inglês será a língua oficial de trabalho na República do Sudão do Sul”.  
Laura Kasinof, da Foreign Policy, escreveu que o inglês foi escolhido para distanciar o Sudão do Sul do Sudão.  O Sudão do Sul expressou interesse em adotar o suaíli como segunda língua oficial para aprofundar os laços com a Comunidade da África Oriental.

## Línguas indígenas

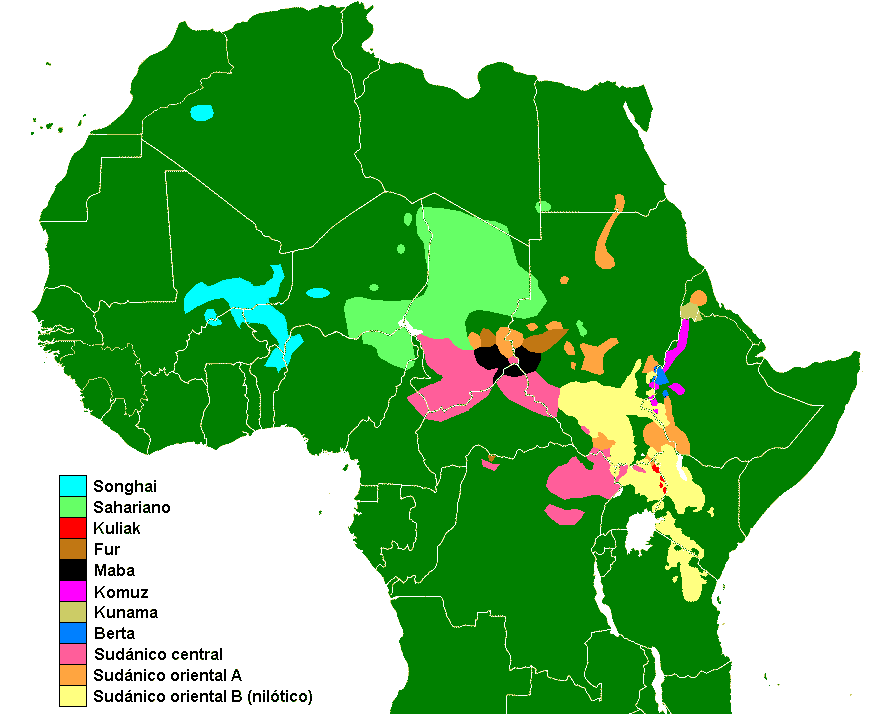
Mapa africano das línguas nilo-saarianas. Os ramos sudanês oriental e central dominam o Sudão do Sul.

Existem mais de 60 línguas indígenas faladas no Sudão do Sul. A maioria das línguas indígenas é classificada na família de línguas nilo-saarianas, coletivamente, elas representam duas das divisões de primeira ordem do nilo-saariano. O restante pertence às línguas ubangi da família linguística nigero-congolesas e são faladas no sudoeste.
As estatísticas populacionais mais recentes disponíveis para muitas línguas indígenas do Sudão do Sul remontam à década de 1980. Desde então, a guerra de independência levou a muitas mortes de civis e ao deslocamento em massa de refugiados para o Sudão e além. Devido à definição de fronteiras coloniais na África pelas potências europeias durante os séculos XIX e XX, algumas línguas indígenas do Sudão do Sul são faladas em países vizinhos, em alguns casos mais do que no Sudão do Sul. Estima-se que o azande, por exemplo, tenha o dobro de falantes na vizinha República Democrática do Congo, enquanto o grupo de línguas banda pode ter mais falantes na República Centro-Africana do que no Sudão do Sul.
No Sudão do Sul, as línguas com mais falantes são o nuer com 1,8 milhões de falantes em 2017, o dinca com talvez 4,5 milhões em 2017; esses dois grupos de línguas também estão intimamente relacionados entre si, e o shilluk, com 920.000 falantes, em bari tinha 420.000 em 2000, e o zande tinha 350.000 em 1982. Das línguas ubangi, os números disponíveis indicam que o azande é a única com um número substancial de falantes no Sudão do Sul. 
A constituição provisória de 2005 declarou na Parte 1, Capítulo 1, n.º 6 (1) que: “Todas as línguas indígenas do Sudão do Sul são línguas nacionais e devem ser respeitadas, desenvolvidas e promovidas. 
A nova constituição transitória da República do Sudão do Sul de 2011 declara na Parte 1, Capítulo 1, n.º 6 (1) que: "Todas as línguas indígenas do Sudão do Sul são línguas nacionais e devem ser respeitadas, desenvolvidas e promovidas." Na Parte 1, Capítulo 1, n.º 6 (2) define-se que: "O inglês será a língua oficial de trabalho na República do Sudão do Sul, bem como a língua de instrução em todos os níveis de ensino." 

## Perda da língua indígena
Desde 1950, três línguas indígenas sul-sudanesas foram extintas, não tendo mais uso sequer cerimonial: togoyo, mittu e homa. Das 68 línguas vivas reconhecidas pelo Ethnologue, 17 são categorizadas como "em perigo". O boguru é usado apenas cerimonialmente. Aja e mangayat têm apenas falantes idosos que raramente têm a oportunidade de usar as línguas.
Banda Centro-Oeste, indri e njalgulgule são usados comumente entre os idosos, mas nenhum membro da geração fértil os fala ativamente. Outras 9 línguas não estão a ser transmitidas às crianças e, embora o bonga e o lakoya sejam falados por todas as gerações da sua população, estão a perder rapidamente utilizadores.

## Línguas não indígenas
O embaixador do Sudão do Sul no Quénia disse em 2 de agosto de 2011 que o suaíli seria introduzido no Sudão do Sul com o objetivo de suplantar o árabe como língua franca, de acordo com a intenção do país de se orientar para a Comunidade da África Oriental em vez do Sudão e da Liga Árabe.  No entanto, o Sudão do Sul apresentou um pedido para aderir à Liga Árabe como Estado-membro em 25 de Março de 2014, que ainda se encontra pendente.  Numa entrevista ao jornal Asharq Al-Awsat, o Ministro dos Negócios Estrangeiros do Sudão do Sul, Deng Alor Kuol, afirmou: "O Sudão do Sul é o país africano mais próximo do mundo árabe, e falamos um tipo especial de árabe conhecido como árabe de Juba". O Sudão apoia o pedido do Sudão do Sul para aderir à Liga Árabe. 
No estado de Bar-El-Gazal Ocidental, em sua região de fronteira com o país vizinho, o Sudão, há um número indeterminado de bagaras (povo tradicionalmente nômade) que residem sazonalmente ou permanentemente. Sua língua é o árabe sudanês e seus territórios tradicionais ficam nas porções meridionais das regiões sudanesas de Cordofão e Darfur. Na capital de Juba, há vários milhares de pessoas que usam um pidgin árabe, o árabe de Juba.   Como o Sudão do Sul fez parte do Sudão por um século, alguns sul-sudaneses são fluentes em árabe sudanês. [carece de fontes?] O árabe de juba é uma língua franca no Sudão do Sul.  [ligação inativa]
Durante a Conferência de Rejaf realizada em abril de 1928 durante o condomínio anglo-egípcio, foi decidido que a educação no Sul seria na língua inglesa. Embora após a independência o governo sudanês tenha tentado substituir o inglês pelo árabe, parte do acordo de paz em 1972 garantiu que o inglês continuasse como meio de educação na maioria das escolas no sul do Sudão. O inglês é amplamente falado por aqueles que tiveram a oportunidade de ir à escola, tanto no Sudão do Sul como na diáspora. 

Um grupo de refugiados sul-sudaneses que foram criados em Cuba durante as guerras sudanesas, totalizando cerca de 600, também fala espanhol fluentemente. Eles foram chamados de Cubanos e a maioria já havia se estabelecido em Juba na época da independência do país.